# Bothropoma mundum
Bothropoma mundum is een slakkensoort uit de familie van de Colloniidae. De wetenschappelijke naam van de soort is voor het eerst geldig gepubliceerd in 1873 door H. Adams.